# Monognathus ahlstromi
Espèce
Monognathus ahlstromi est une espèce de poissons Saccopharyngiformes (les Saccopharyngiformes sont des poissons longuiformes relativement méconnus, car vivant dans les zones bathyale et abyssale, milieux où il est relativement plus difficile d'effectuer des études).

## Publication originale
- (en) N. Solomon-Raju, « Three new species of the genus Monognathus and the leptocephali of the order Saccopharyngiformes », United States National Marine Fisheries Service Fishery Bulletin, vol. 72, no 2,‎ avril 1974, p. 547-562